# حادثة سقوط أنتونوف في جنوب السودان
حادثة سقوط طائرة أنتونوف في جنوب السودان سقطت طائرة شحن روسية الصنع في رحلة داخلية جنوب جنوب السودان في 4 نوفمبر 2015، وتحطمت الطائرة وهي من طراز أنتونوف في جزيرة صغيرة في نهر النيل الأبيض، ووصل عدد القتلى بسبب الحادث إلى 41 شخصاً بينهم مزارعون. ونجى من الحادث أحد أفراد الطاقم وطفل. وذكرت وسائل اعلام في جنوب جنوب السودان أن طائرة الشحن كان بها طاقم روسي مكون من خمسة أفراد وسبعة ركاب.